# Mimulosia pseudotortrix
Mimulosia pseudotortrix là một loài bướm đêm thuộc phân họ Arctiinae, họ Erebidae.